# 千家詩
『千家詩』（せんかし）は、中国の伝統的な児童向け教材のひとつで、主に唐および宋の代表的な絶句・律詩を集めたもの。

## 内容
『千家詩』という名称に相違して、実際には120人ほどによる200首あまり（版により出入あり）の詩が載せられている。18世紀の翟灝『通俗編』によると、南宋の劉克荘の作とされる『分門纂類唐宋時賢千家詩選』という選集から詩を選んだために『千家詩』という名がついているのだろうという。
4つの巻に分かれ、それぞれ五言絶句、五言律詩、七言絶句、七言律詩を載せている（版によっては七言が先に来る）。各巻はおおむね春からはじまって季節順に詩を載せている。各詩には解説がつけられ、上部に挿絵が加えられていることが多い。
五言の部と七言の部では採用されている詩人が大きく異なり、五言はすべて唐詩である。七言は王安石、蘇軾、邵雍、程顥、朱熹、黄庭堅、范成大、楊万里など宋の詩を数多く含む。七言律詩の最後には明の詩を収める。
あくまで児童向け教材であって学問的な著作ではないため、誤字や作者名のとりちがえなどもしばしば見られる。

## 歴史
他の伝統的な学習書と同様、『千家詩』の成立過程ははっきりしない。現在行なわれている『千家詩』では、七言の部分は『増補重訂千家詩』と題し、南宋末の謝枋得（『文章軌範』の作者）の選としているが、もちろん仮託である。『通俗編』では明代に編集されたとしている。
明代には七言だけの本（約120首）が行われていたが、明末清初の王相という人が七言の部に注釈をつけ、また『新鐫五言千家詩』と題して五言の巻を補った。のちにこの2種類の書を合わせて『千家詩』と呼ぶようになった。
『唐詩三百首』の序に『千家詩』を批判して、詩の巧拙をわきまえずに選んでおり、五言と七言の絶句と律詩しか収めておらず、唐と宋の詩がまじっていると言っており、この頃には五言と七言をあわせた本が一般的になっていたことがわかる。
20世紀はじめの劉鶚『老残遊記』に、教材として『三字経』『百家姓』『千字文』『千家詩』をあわせて「三百千千」と呼ぶという話がでてくる。ただし他の3つの書にくらべると『千家詩』はあまり売れないという。